# Manfred Oettl Reyes
Manfred Oettl Reyes (ur. 23 października 1993 w Monachium) – peruwiański narciarz alpejski, uczestnik Zimowych Igrzysk Olimpijskich 2010 w Vancouver.
Najlepszym wynikiem Manfreda na Zimowych Igrzyskach Olimpijskich 2010 w Vancouver jest 67. miejsce w gigancie.
Oettl Reyes dwa razy brał udział w mistrzostw świata. Jego najlepszym wynikiem na zawodach tej rangi jest 60. miejsce w gigancie osiągnięte podczas Mistrzostw Świata 2011 w niemieckim Garmisch-Partenkirchen.
Oettl Reyes jeszcze nie zadebiutował w Pucharze Świata.

## Osiągnięcia

### Zimowe igrzyska olimpijskie
| Igrzyska      | Konkurencja | Czas    | Wynik | Zwycięzca        |
| ------------- | ----------- | ------- | ----- | ---------------- |
| Whistler 2010 | Gigant      | 3:02.05 | 67.   | Carlo Janka      |
| Whistler 2010 | Slalom      | -       | DSQ   | Giuliano Razzoli |

### Mistrzostwa świata
| Mistrzostwa                 | Konkurencja | Czas    | Wynik | Zwycięzca            |
| --------------------------- | ----------- | ------- | ----- | -------------------- |
| Garmisch-Partenkirchen 2011 | Gigant      | 1:11.35 | 60.   | Ted Ligety           |
| Garmisch-Partenkirchen 2011 | Slalom      | 1:59.67 | 63.   | Jean-Baptiste Grange |
| Schladming 2013             | Gigant      | -       | DNF1  | Ted Ligety           |
| Schladming 2013             | Slalom      | -       | DNF1  | Marcel Hirscher      |